# HEY! MONOCHROME CITY
「HEY! MONOCHROME CITY」（ヘイ! モノクローム・シティー）は、1998年10月21日に発売された甲斐よしひろの14thシングル。

## 概要
小室哲哉プロデュース第二弾で、コンセプトは「同世代の大人の歌がないから、その空白を埋める」。
表題曲は、日本テレビ系『超K-1宣言!』のテーマソングに起用された。
2曲ともに、アルバム未収録となっている。

## 制作
発売2年前の1996年4月頃から甲斐と小室はデモテープのやりとりを行い、実制作は「TOGETHER NOW」と同時進行で行われた。小室は「世界的な企画ものとミュージシャン主導の企画が、両極端なのに同時に楽しんで行えるようになった」と振り返っている。
歌詞は楽曲が出来た後に発注されてから、1週間で出来上がった。甲斐は「どんなイメージの歌詞がいいのか」を質問した際、小室は「サビ前までは街の情景を書いてサビから人の気持ち・心が出てくるように書いて欲しい」とそれ以上は何も言わなかった。甲斐はこの姿勢を「シンプルな台詞で厳しいことを言うけど、ワンフレーズで確実に相手に伝えようとしているいいディレクションだった」と語り、「1970年代の日本のロックをその時の今の言葉で語る」様に作ることにした。その際、直球でど真ん中にぶつける様なフレーズを積み重ねるように書いた。

## 収録曲
- 全作詞：甲斐よしひろ、作曲・編曲：小室哲哉

1. HEY! MONOCHROME CITY
2. HEY! MONOCHROME CITY 〜Old School MIX〜
Mix & Remix by Keith "KC" Cohen
Additional Production by George Black
  - オールドスクール・ヒップホップ調でありつつ、1996年頃から取り組んでいたR&Bを取り入れている[1]。
3. HEY! MONOCHROME CITY 〜Instrumental〜